# محوطه کهنه قبرستانلیق
محوطه کهنه قبرستانلیق مربوط به عصر آهن IV- دوره اشکانیان است و در شهرستان هشترود، بخش مرکزی، روستای سیف الدین واقع شده و این اثر در تاریخ ۱۱ مرداد ۱۳۸۴ با شمارهٔ ثبت ۱۲۶۴۱ به‌عنوان یکی از آثار ملی ایران به ثبت رسیده است.